# З усіх моїх сил
«З усіх моїх сил» (фр. De toutes mes forces) — французький драматичний фільм 2017 року, поставлений режисером Чадом Шонуга́ з Халедом Алуашем та Йоландою Моро в головних ролях.

## Сюжет
16-річний Нассім (Халед Алуаш) є першим у паризькій школі та здається таким же безтурботним, як і його друзі. Але ніхто не знає, що, насправді, Нассім втратив свою матір-наркоманку, і кожен день після школи він повертається назад до притулку на периферії. Незважаючи на добре ставлення до нього директорки центру мадам Кузен (Йоланда Моро), хлопець відмовляється інтегруватися в соціальне середовище, що його оточує. Як канатоходець, Нассім балансує між своїми двома життями, які в жодному разі не повинні зустрітися…

## У ролях
| • Халед Алуаш    | … | Нассім      |
| • Йоланда Моро   | … | мадам Кузен |
| • Лоран Шу       | … | Кевін       |
| • Дауда Кейта    | … | Мусса       |
| • Абуду Сакко    | … | Брагім      |
| • Жиска Калванда | … | Заваді      |
| • Міріам Мансурі | … | Міна        |
| • Сабрі Нуїва    | … | Раян        |
| • Алексія Кенель | … | Єва         |

## Знімальна група
- Автор сценарію — Чад Шонуга, Крістін Пайярд
- Режисер-постановник — Чад Шонуга
- Продюсер — Мілена Пойло, Жиль Сакуто
- Асоційований продюсер — Констанс Поншна
- Оператор — Тома Батай
- Монтаж — Полін Касалі
- Художник з костюмів — Жулі Брон
- Художник-декоратор — Бріджит Брассар
- Підбір акторів — Франсуа Гіньяр

## Нагороди та номінації
| Список нагород та номінацій | Список нагород та номінацій | Список нагород та номінацій | Список нагород та номінацій | Список нагород та номінацій | Список нагород та номінацій |
| Кінофестиваль/Кінопремія    | Рік                         | Категорія                   | Номінант(и)                 | Результат                   | Дж                          |
| --------------------------- | --------------------------- | --------------------------- | --------------------------- | --------------------------- | --------------------------- |
| Премія «Люм'єр»             | 5.02.2018                   | Багатонадійний актор        | Халед Алуаш                 | Номінація                   | [ 4 ]                       |